# I Am the Bloody Earth
I Am the Bloody Earth treći je EP englsekog death/doom-sastava My Dying Bride. Diskografska kuća Peaceville Records objavila ga je u veljači 1994. Pjesme s ovog EP-a također su se pojavile na kompilaciji Trinity. 

## Popis pjesama
| 1.    | »I Am the Bloody Earth«             | 6:37  |
| 2.    | »Transcending (Into the Exquisite)« | 8:39  |
| 3.    | »The Crown of Sympathy« (remiks)    | 11:10 |
| 26:26 |                                     |       |

## Osoblje
My Dying Bride
- Andrew – gitara
- Aaron – vokal, grafički dizajn, umjetnički smjer
- Rick – bubnjevi
- Calvin – gitara
- Ade – bas-gitara
- Martin – klavijature, violina

Dodatni glazbenici
- Ghost – dodatni vokal (na pjesmi "I Am the Bloody Earth")

Ostalo osoblje
- Mags – inženjer zvuka, produkcija
- John Dalby – remiksanje (na pjesmi "Transcending (Into the Exquisite)")
- Noel Summerville – mastering
- Davy Pybus – umjetnički smjer
- Steve Dixon – produkcija (na pjesmi "Transcending (Into the Exquisite)")